# 캐피탈 디스트릭트 아일랜더스
| 캐피탈 디스트릭트 아일랜더스 | |
| 콘퍼런스                     | |
| 디비전                       | 사우스 디비전 (1990년~1991년) 노스 디비전 (1991년~1993년)                                               |
| 설립연도                     | 1990년                                                                                                  |
| 해체연도                     | 1993년                                                                                                  |
| 역사                         | 캐피탈 디스트릭트 아일랜더스 (1990년~1993년) 올버니 리버 렛츠 (1993년~2010년) 샬럿 체커스 (2010년~현재) |
| 경기장                       | 휴스턴 필드 하우스                                                                                      |
| 연고지                       | 뉴욕주 트로이                                                                                           |
| 상징색                       | 파랑, 오렌지, 하양                                                                                      |
| 구단주                       | |
| 단장                         | |
| 감독                         | |
| NHL 제휴                     | |
| ECHL 제휴                    | |
| 정규시즌 우승                | |
| 콘퍼런스 우승                | |
| 디비전 우승                  | |
| 칼더 컵                      | |
| 영구 결번                    | |

캐피탈 디스트릭트 아일랜더스(Capital District Islanders)는 미국 뉴욕주 트로이를 연고지로 하는 1990년부터 1993년까지 AHL 소속되었던 아이스 하키팀이다.
1993년 연고지를 뉴욕주 올버니 (올버니 리버 렛츠)로 이전했다.

## 역대 홈경기장
| 캐피탈 디스트릭트 아일랜더스 |               |          |               |      |
| 경기장                       | 사용기간      | 수용인원 | 장소          | 비고 |
| 휴스턴 필드 하우스           | 1990년~1993년 | 4,780명  | 뉴욕주 트로이 | 빈칸 |